# Crisokámino
Crisokámino (en griego, Χρυσοκάμινο) es un yacimiento arqueológico de Grecia ubicado en la isla de Creta, en la unidad periférica de Lasithi, cerca de Kavusi. 
En este yacimiento arqueológico se ha encontrado un asentamiento donde había un taller metalúrgico que estuvo en uso en el periodo minoico antiguo III. Se dedicaba a la fundición de cobre. Se considera que tenía una ubicación ideal para esta actividad, puesto que el fuerte viento de la zona contribuía a que el mineral se calentara continuamente a altas temperaturas y a la vez eliminaba el humo producido. El mineral llegaba por barco del exterior y una vez fundido se distribuía a diversos centros para la producción de herramientas de cobre.